# الجمعية التشريحية
الجمعية التشريحية (بالإنجليزية: Anatomical Society)‏، وكان اسمها سابقًا الجمعية التشريحية لبريطانيا العظمى وأيرلندا (بالإنجليزية: Anatomical Society of Great Britain and Ireland، وتُختصر إلى ASGBI) هي جمعية علمية أُسست في لندن سنة 1887، بهدف «تشجيع وتنمية وتطوير البحث والتعليم في جميع مناحي العلوم التشريحية».

## تاريخ الجمعية
أُسست الجمعية بناء على اقتراح طرحه في مطلع سنة 1887 الجراح وعالم التشريح تشارلز باريت لوكوود، الذي كان يعمل بمستشفى سانت بارثولوميو بلندن، وعُقدت أول اجتماعات الجمعية في 6 مايو 1887، وانتُخب لوكوود سكرتيرًا لها وصار السير جورج موراي همفري ـ أستاذ التشريح وأستاذ الجراحة الأول بجامعة كامبردج ـ أول رئيس لها، وصدر عن الاجتماع الأول قراران، أولهما «أنه قد تأسست جمعية تشريحية، وأنها ستدعى الجمعية التشريحية لبريطانيا العظمى وأيرلندا» و«أن مجال وهدف الجمعية هو التشريح وعلم الأجنة وعلم الأنسجة البشرية والحيوانية بالقدر الذي يُلقى به الضوء على تركيب الإنسان».
تغير اسم الجمعية رسميًا في سنة 2010 إلى «الجمعية التشريحية».

## أنشطة الجمعية
تنظم الجمعية اليوم مؤتمرات واجتماعات علمية، وتصدر عنها ها دوريتان علميتان هما Journal of Anatomy وAging Cell، وتمنح جوائز سنوية تتمثل في منح لدراسة الدكتوراه ومنح دراسية وجوائز مالية.

## رؤساء الجمعية السابقون
المصدر: موقع الجمعية التشريحية.
| - 1887 ـ 1890: السير جورج موراي همفري (الرئيس الأول) - 1890 ـ 1893: السير ويليام تيرنر - 1893 ـ 1895: دانيال جون كاننغهام - 1895 ـ 1897: السير جورج دانسر ثين - 1897 ـ 1899: ألكسندر ماكاليستر - 1899 ـ 1901: ألفرد هاري يونغ - 1901 ـ 1903: تشارلز باريت لوكوود - 1903 ـ 1906: جونسون سايمنغتون - 1906 ـ 1908: آرثر طومسون - 1908 ـ 1910: أندرو ميلفيل بارتسون - 1910 ـ 1912: روبرت ويليام ريد - 1912 ـ 1914: فريدريك غايمر بارسونز - 1914 ـ 1916: روبرت هاودن - 1916 ـ 1918: ديفيد هيبورن - 1918 ـ 1920: السير آرثر كيث - 1920 ـ 1922: آرثر روبنسون - 1922 ـ 1924: جيمس توماس ويلسون - 1924 ـ 1927: السير غرافتون إليوت سميث - 1927 ـ 1929: إدوارد فاوسيت - 1929 ـ 1931: توماس هاستي برايس - 1931 ـ 1933: ويليام رايت | - 1933 ـ 1935: أندرو فرانسيس ديكسون - 1935 ـ 1937: جون إرنست سوليفان فريزر - 1937 ـ 1939: ألكسندر لو - 1939 ـ 1941: جيمس بيتر هل - 1941 ـ 1943: وينفريد دكوورث - 1943 ـ 1945: فريدريك وود جونز - 1945 ـ 1947: جيمس كوبر براش - 1947 ـ 1949: آرثر بيني أبلتون - 1949 ـ 1951: ماري فرانسيس لوكاس كيث - 1951 ـ 1953: السير ويلفريد كلارك - 1953 ـ 1955: السير ويليام جيمس هاملتون - 1955 ـ 1957: روبرت دوغلاس لوكهارت - 1957 ـ 1959: فرانك غولدبي - 1959 ـ 1961: جون ديكسون بويد - 1961 ـ 1963: جورج أرتشيبالد غرانت ميتشيل - 1963 ـ 1965: إلدرد رايت وولز - 1965 ـ 1967: ديفيد فوان ديفيز - 1967 ـ 1969: جون جوزيف بريتشارد - 1969 ـ 1971: روث إليزابيث ماري باودن - 1971 ـ 1973: ريموند جون سكوثورن - 1973 ـ 1975: ألكسندر غراهام ماكدونل ويدل | - 1975 ـ 1977: ريكس إرنست كوبلاند - 1977 ـ 1979: السير ريتشارد جون هاريسون - 1979 ـ 1981: توني ويليام ألفونس غلينستر - 1981 ـ 1983: روبرت بيرر - 1983 ـ 1986: أنطوني ستيوارت كينغ - 1986 ـ 1988: جيفري دارسي ليفر - 1988 ـ 1989: إدوارد جون كليغ - 1989 ـ 1991: جون ويليامز سيمونز هاريس - 1991 ـ 1993: ديفيد بريمور توماس - 1993 ـ 1995: راينر والتر غويلري - 1995 ـ 1997: برنارد أنطوني وود - 1997 ـ 1999: جون أنطوني فيرث - 1999 ـ 2001: جون فريدريك موريس - 2001 ـ 2003: ألان بويد - 2003 ـ 2005: برنارد جون موكسام - 2005 ـ 2007: جون باتريك فريهر - 2008 ـ 2010: سوزان ستاندرينغ - 2011 ـ 2013: سيري ديفيز - 2013 ـ 2016: كلايف لي |